# Losheim am See
Losheim am See és un municipi del districte de Merzig-Wadern a l'estat federat alemany de Saarland. Està situat a la cresta sud del Hunsrück, a uns 10 km al nord-est de Merzig, i a 35 km al nord-oest de Saarbrücken.

## Nuclis
- Bachem
- Bergen
- Britten
- Hausbach
- Losheim
- Mitlosheim
- Niederlosheim
- Rimlingen
- Rissenthal
- Scheiden
- Wahlen
- Waldhölzbach.